# Bootstrap (elektronika)
Bootstrap (od ang. bootstrapping) – nazwa rozwiązania układowego stosowanego w elektronice analogowej do zwiększenia impedancji wejściowej układu. Uzyskuje się to poprzez wprowadzenie niewielkiego, dodatniego sprzężenia zwrotnego, na tyle słabego by układ zachował stabilność.
Bootstrap był niezbędny we wczesnych konstrukcjach wzmacniaczy, ze względu na małą impedancję ówczesnych tranzystorów. Dopracowanie technologii produkcji oraz wprowadzenie do powszechnego użytku tranzystorów polowych zmniejszyło potrzebę stosowania tego rozwiązania. Wadą układu jest ryzyko wystąpienia niestabilności oraz większe niż w układach z ujemnym sprzężeniem zwrotnym szumy.